# OK Liga Femenina 2013-14
La temporada 2013-14 de la OK Liga Femenina de hockey patines es la 6.ª edición de esta competición. Comenzó el 4 de noviembre de 2013 y finalizó el 7 de junio de 2014. El campeón de esta edición fue el CP Voltregà, que consiguió ganar esta competición por cuarta vez.

## Equipos participantes
- CP Voltregà
- CP Vilanova
- Generali HC Palau de Plegamans
- CP Manlleu
- CHP Bigues i Riells
- Sferic Terrassa
- Igualada Femení CHP
- Girona CH
- PHC Sant Cugat
- CD Santa María del Pilar
- CP Alcorcón
- HC Borbolla
- Traviesas HC

## Clasificación
|    | Equipo                          | PTS | PJ | G  | E | P  | GF  | GC  | Dif. |
| -- | ------------------------------- | --- | -- | -- | - | -- | --- | --- | ---- |
| 1  | C.P. VOLTREGA                   | 73  | 26 | 24 | 1 | 1  | 139 | 28  | 111  |
| 2  | C.P. MANLLEU                    | 67  | 26 | 22 | 1 | 3  | 165 | 40  | 125  |
| 3  | BIESCA GIJON H.C.               | 60  | 26 | 20 | 0 | 6  | 100 | 44  | 56   |
| 4  | C.P. VILANOVA                   | 53  | 26 | 17 | 2 | 7  | 84  | 43  | 41   |
| 5  | H.C. PALAU PLEGAMANS            | 52  | 26 | 17 | 1 | 8  | 79  | 46  | 33   |
| 6  | C.P. ALCORCON                   | 43  | 26 | 14 | 1 | 11 | 64  | 43  | 21   |
| 7  | C.H.P. BIGUES I RIELLS          | 38  | 26 | 12 | 2 | 12 | 67  | 50  | 17   |
| 8  | P.H.C. SANT CUGAT               | 35  | 26 | 11 | 2 | 13 | 74  | 71  | 3    |
| 9  | SFERIC TERRASA                  | 35  | 26 | 11 | 2 | 13 | 67  | 72  | -5   |
| 10 | IGUALADA FEMENI H.C.P.          | 27  | 26 | 8  | 3 | 15 | 77  | 82  | -5   |
| 11 | GIRONA C.H.                     | 26  | 26 | 8  | 2 | 16 | 67  | 76  | -9   |
| 12 | FILTROS CARTÉS STA Mª DEL PILAR | 22  | 26 | 7  | 1 | 18 | 60  | 105 | -45  |
| 13 | H.C. BORBOLLA                   | 6   | 26 | 2  | 0 | 24 | 23  | 152 | -129 |
| 14 | TRAVIESAS H.C.                  | 0   | 26 | 0  | 0 | 26 | 5   | 219 | -214 |

|  | Campeón de liga y acceso a Copa de Europa |
|  | Acceso a Copa de Europa                   |
|  | Descenso                                  |